# Boshavikskruid
Boshavikskruid (Hieracium sabaudum) is een vaste plant, die behoort tot de composietenfamilie (Compositae oftewel Asteraceae). 
Het is een plant van vochtige, matig voedselrijke grond; te vinden in houtwallen, lichte loofbossen, in de bermen in de schaduw en aan slootkanten. Boshavikskruid heeft een chromosomenaantal van 2n = 18 of 27.
De plant wordt 30-120 cm hoog. Voor de bloei heeft hij onderaan een wortelrozet, dat tijdens de bloei verdwijnt. In het midden van de stengel zitten de getande bladeren zeer dicht bij elkaar. De voet van het blad is het breedst.
Boshavikskruid bloeit van augustus tot oktober met gele bloemhoofdjes. De omwindselblaadjes zijn stomp en hebben vaak veel lange klierharen. Op de bodem van het hoofdje zit om de putjes een rij tanden, waarvan er enkele een haar vormen.
De vrucht is een nootje met vruchtpluis.

## Namen in andere talen
- Duits: Savoyer Habichtskraut
- Engels: New England hawkweed, Broad leaved hawkweed
- Frans: Epervière de Savoie